# Après-coup
Pour l’article homonyme, voir Après coup (film).
L’après-coup, traduction française du mot composé  « Nachträglichkeit » que Freud a formé en allemand, est un concept psychanalytique qui désigne le remaniement par le psychisme d'événements passés, ceux-ci étant préposés à ne recevoir tout leur sens et toute leur efficacité que dans un temps postérieur à leur première inscription. Dans l'histoire de la psychanalyse, il se relie notamment à la conception du « traumatisme en deux temps » qu'illustre le « cas Emma » et à la théorie de la séduction.
Jacques Lacan, à l'origine de la traduction française « l'après-coup », va mettre ce concept en valeur.
L'apport de la théorie de la séduction généralisée de Jean Laplanche marque une troisième étape de l'évolution du concept freudien.

## Histoire du concept et de sa traduction
L'émergence du concept freudien est liée à ses deux traductions principales en anglais et en français. En France, le repérage en 1953 du concept de la Nachträglichkeit chez Freud est dû à Jacques Lacan qui traduit le mot par « l'après-coup » en français.

En 1967 en France, dans le Vocabulaire de la psychanalyse de Jean Laplanche et J.-B. Pontalis, l'« après-coup » apparaît encore comme un concept « émergent » parmi des « notions qui n'avaient pas le statut de concept chez Freud ».

### NachträglichetNachträglichkeitchez Freud
Ni la traduction anglaise (deferred action) par Strachey, ni la traduction française (après-coup) par Lacan, ne parviennent à rendre compte complètement du sens contenu dans le concept allemand que Freud a introduit, en formant à cet effet le mot composé Nachträglichkeit. Cette formation de mot n'est pas vraiment un  « néologisme » en allemand, où il est toujours possible de « former librement » des mots « complexes »  ou « composés ».  L'adjectif-adverbe nachträglich (« après-coup »), d'usage relativement courant, se trouve par contre dans le dictionnaire. Adjectif-adverbe et substantif abstrait féminin en -keit sont formés sur le verbe composé nachtragen qui signifie littéralement « porter [quelque chose] derrière [quelqu'un] ». Jean Laplanche analyse longuement le mot allemand dans ses Sixièmes Problématiques sur L'après-coup.
Freud commence d'employer l'adjectif-adverbe nachträglich (d'usage plus fréquent) et Nachträglichkeit dès les Lettres à Fliess, puis dans L'Interprétation du rêve (1900), dans l'« analyse du Petit Hans » (1909), dans « L'Homme aux loups » (1918 [1914]), ainsi que dans la suite de son œuvre. Selon Jean Laplanche, les deux termes « n'acquièrent cependant jamais assez de substance en tant que concepts pour que Freud leur consacre un article entier ».

### Traduction anglaise
La traduction classique de Strachey dans la Standard Edition est deferred action.
Dans le cadre de la théorie de la séduction généralisée, Jean Laplanche a suggéré que la première traduction anglaise deferred action  pourrait ou devrait être avantageusement remplacée par le couple afterwards - afterwardsness.

### Traduction française
La traduction française par l'« après-coup » est due à Jacques Lacan. Toutefois, dans une note en bas de page, Lacan jugeait lui-même sa  traduction de nachträglich « faible »
, alors que, sur le plan clinique, les psychanalystes en général la trouvent au contraire plutôt « forte ».

### Traduction et métapsychologie
Dans son article  « Comment traduit-on Nachträglichkeit en italien ? », Maurizio Balsamo va plus loin dans sa réflexion que  « l’histoire officielle de la traduction » — La traduction officielle en italien par Boringhieri dans les œuvres de Freud est « a posteriori, posteriorità » (elle renvoie aux traductions française et anglaise)  — ; il s'interroge au-delà de la pluralité des traductions proposées du concept freudien de la Nachträglichkeit sur « une sorte de difficulté métapsychologique » que ces « différentes modalités de traduction » entraînent.

À ses yeux, « il y a en effet avant tout une indécision, dans la communauté psychanalytique, et pas seulement italienne, sur le sens de l’après-coup ». Une première difficulté est « relative à un conflit entre une réinterprétation herméneutique du concept ». La seconde difficulté réside dans la croyance « que les termes utilisés sont indifférents, dans la conviction que l’après-coup n’est rien d’autre qu’une re-signification, dans une linéarité évolutive et progressive du psychisme et de la cure ». Et au fond, dit-il, « l’indifférence pour une traduction (ce qu’on pourrait appeler la “belle indifférence” de la traduction) est le signe d’une difficulté ». L'« oscillation » entre une « re-signification » herméneutique du concept « qui ne donne en général aucune inquiétude » et laisse supposer « que la traduction est sans rapport avec une métapsychologie spécifique », sur le mode d'une « linéarité évolutive » et « la discontinuité, [...] la diachronie, [...] l’anachronisme ». Balsamo observe par conséquent « deux conceptions de la temporalité : la linéarité versus la discontinuité », soit avec l'évolution et la linéarité, « la nécessité du psychisme [...] de se défendre du diachronique et du retour d’un passé qui ne cesse pas d’insister dans la vie du sujet humain ».

## Apparition et évolution du concept

### La conception de Freud

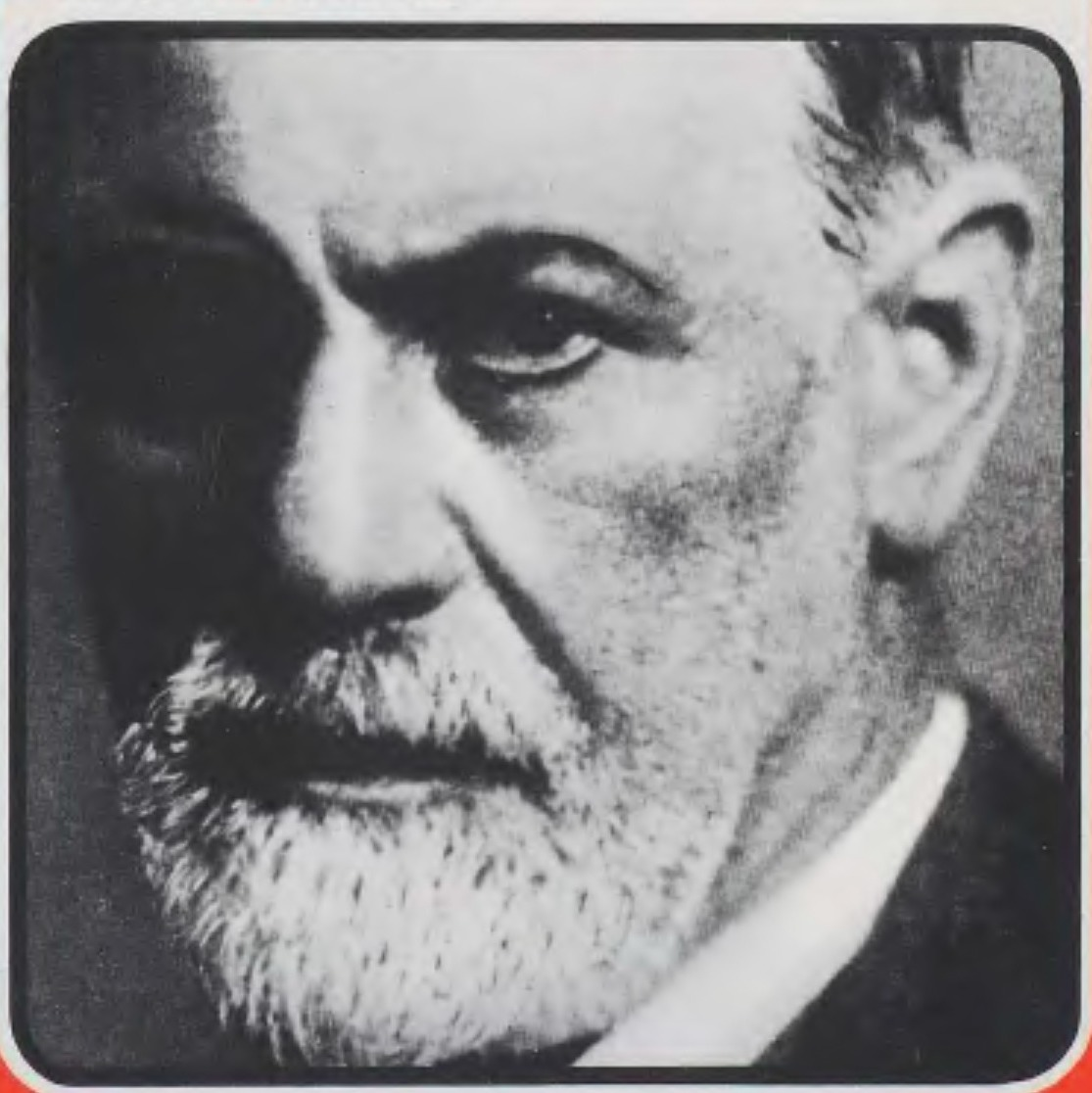
Freud emploie l'adjectif-adverbe nachträglich (après coup) et forme le substantif féminin Nachträglichkeit qui donnera en français le concept d'« après-coup ».

Liée à l'histoire du concept et de sa traduction dans l'histoire de la psychanalyse et de la psychanalyse en France, la conception de Freud sur « l'après-coup » de sa traduction française est relative à l'explication qu'en donnent différents auteurs selon leur appartenance à plusieurs courants de la pensée psychanalytique et selon les époques concernées. Odile Lesourne écrit en tous les cas dans le Dictionnaire international de la psychanalyse: « La théorie de l'après-coup est l'une des clés de l'édifice métapsychologique freudien ».

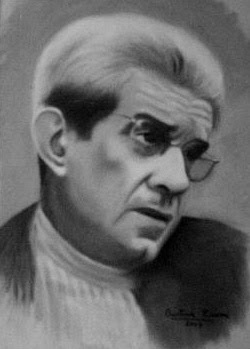
La traduction française de l'« après-coup » est due à Jacques Lacan.

En 1967, Jean Laplanche et J.-B. Pontalis commencent par écrire d'emblée à l'entrée « après-coup » du désormais classique Vocabulaire de la psychanalyse que le « terme employé par Freud » (il s'agit de Nachträglichkeit dans sa traduction française de l'« après-coup » due à Jacques Lacan dans la décennie précédente) est « en relation avec sa conception de la temporalité et de la causalité psychiques ». À cette époque, Laplanche et Pontalis estiment que « la notion vient d'abord interdire une interprétation sommaire qui réduirait la conception psychanalytique de l'histoire du sujet à un déterminisme linéaire envisageant seulement l'action du passé sur le présent ». En ce qui concerne le remaniement dans la réalité psychique d'un événement passé ravivé à l'occasion d'un événement ultérieur par sa remémoration, les auteurs renvoient en métapsychologie à la lettre 52 (ancienne numérotation) à Fliess du 6.12.1896 où Freud note: « ... je travaille sur l'hypothèse que notre mécanisme psychique s'est établi par stratification: les matériaux présents sous forme de traces mnésiques subissent de temps en temps, en fonction de nouvelles conditions, une réorganisation, une réinscription ».
À la fin des années 1990, dans le bref article de Roudinesco et Plon, il est dit que Freud a introduit le mot « en 1896 pour désigner un processus de réorganisation ou de réinscription par lequel des événements traumatiques ne prennent une signification pour un sujet que dans un après-coup, c'est-à-dire dans un contexte historique et subjectif postérieur, qui leur donne une signification nouvelle ».
Dans le Dictionnaire international de la psychanalyse édité initialement en 2002, Jean Laplanche considère dans l'article « après-coup », où il tient compte de la « théorie de la séduction généralisée » posée par l'auteur en 1987, que Freud choisira presque toujours la « conception déterministe qui procède du passé vers le futur » et plus rarement « une conception rétrospective ou herméneutique qui procède du présent vers le passé ». Laplanche note que dans les Lettres à Fliess, l'adjectif nachträglich, employé d'abord au sens courant « d'ultérieur ou de secondaire », acquiert « la signification temporelle de “plus tard” ». Si « le deuxième usage suit la direction du temps vers le futur, et le troisième l'inverse, du futur vers le passé », le deuxième  sens, « du passé vers le futur, est très lié à la théorie de la séduction », donc à la théorie du « traumatisme en deux temps ».
Au congrès de Paris sur « l'après-coup » dont les Actes furent publiés en 2009, Bernard Chervet observe que ce concept fait sortir la vision métapsychologique de Freud d'une conception traumatique linéaire telle qu'elle a été héritée de la neurologie et de celle de Charcot en particulier.

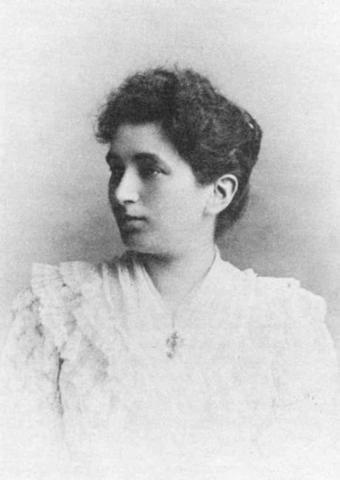
Le « cas Emma » sur le « traumatisme en deux temps » aurait été identifié comme celui d'Emma Eckstein dans l'enfance et l'adolescence de cette patiente de Freud, connue surtout par le rêve de l'injection faite à Irma dans L'Interprétation du rêve.

### Le traumatisme en deux temps: le cas Emma
Avant son émergence en tant que « concept » dans l'histoire de la théorie psychanalytique, la notion d'après-coup chez Freud a été mise en relation sur le plan clinique avec celle du « traumatisme en deux temps », qui apparaît au moment des Études sur l'hystérie de Freud et Breuer dans les débuts de la psychanalyse, soit avant l'abandon par Freud en 1897 de sa première théorie dite des neurotica ou théorie de la séduction.
Le « cas Emma » « n'a jamais été publié par Freud ». Selon Bertrand Vichyn, qui en forme l'hypothèse, son cas serait cependant « identifiable dans une brève “histoire de malade” publiée dès 1894 par Freud ». Aux yeux de cet auteur, « la contribution d'Emma Eckstein au savoir analytique reste en grande partie méconnue ». Beaucoup de psychanalystes n'ont retenu son nom que « grâce aux hypothèses relatives à sa participation au personnage composite d'Irma » dans L'Interprétation du rêve.
  
Le cas Emma est relaté sinon dans la deuxième partie de l' Esquisse (écrit en 1895) intitulée « Psychopathologie » où il est question de la « psychopathologie de l'hystérie ». Il va donner lieu pour Freud à un développement théorique sur le refoulement hystérique et la notion de « proton pseudos »  ou « premier mensonge hystérique ».

Le cas expose une « phobie » anxieuse d'entrer dans les magasins. Adolescente, Emma avait été traumatisée par le rire de deux jeunes hommes dans un magasin, dont l'un lui plaisait. En poursuivant l'association d'idées, on tombe sur un deuxième traumatisme : un abus d'un marchand alors qu'elle avait huit ans. La connotation sexuelle de la scène I apparaît à la jeune femme qui la refoule et forme alors son symptôme hystéro-phobique. Dans la scène II, il y a une excitation non métabolisable psychiquement qui est connotée sexuellement dans la scène d'adolescence. L'après-coup repose sur une vision temporelle dynamique - interactive entre le premier traumatisme et le deuxième.

### L'après-coup, dans le «retour à Freud» de Jacques Lacan
Dans l'histoire de la psychanalyse, Jacques Lacan met le concept d'après-coup en exergue, en y engageant ses propres conceptions d'une temporalité d'un « sujet » et de la causalité psychique.
Il introduit la traduction française de « l'après-coup » dans le contexte de son « retour à Freud »  des années 1950, en donnant à ce terme une extension dans le cadre de sa théorie du signifiant et d'une conception de la cure fondée sur le « temps pour comprendre ».
Si Lacan a redécouvert le concept en le « traduisant » par l'« après-coup » et en lui attribuant « un sens précis quoique restreint », souligne Jean Laplanche dans les années 2000, « il s'est occupé uniquement de son occurrence dans le cas de l'Homme aux loups et a ignoré son utilisation dans la période 1895-1900 ». D'après Laplanche en 2002/2005, l'« importance générale » du concept est reconnue  par Jean-Bertrand Pontalis et Jean Laplanche dans Fantasme originaire, fantasmes des origines, origine du fantasme (1964) et dans le Vocabulaire de la psychanalyse (1967).

### L'apport de lathéorie de la séduction généraliséede Jean Laplanche
La théorie de la séduction généralisée de Jean Laplanche apporte une dimension plus large de l'« adresse » (du message « à traduire ») donnée « par l'autre », soit dans le concept freudien de « la Nachträglichkeit  dans l'après-coup » : son « avant-coup » de la situation de « séduction originaire » entre l'adulte (pourvu d'un inconscient) et l'enfant de la sexualité infantile (le sexual).

#### L'«avant-coup» dans l'après-coup
Les Problématiques VI de Jean Laplanche furent publiées par l'auteur en 2006, seize ans  « après coup » du prononcé des conférences du psychanalyste à l'université de fin novembre 1989 à février 1990. Leur prononcé s'intitulait alors: « La Nachträglichkeit dans l'après-coup ». Laplanche consacre un certain nombre de pages au début de son ouvrage aux « mots de Freud » nachträglich et Nachträglichkeit, au verbe composé nachtragen, au Nachtrag, « supplément » ou « complément » après coup à un écrit, ajout ou addendum.

La notion d'« avant-coup » dans l'après-coup est ainsi résumée en fin d'ouvrage : « On a beaucoup glosé sur l'après-coup, notion freudienne, et ceci pour mettre l'accent sur la seule dimension rétroactive, celle de la soi-disant "resignification". Ainsi est laissée de côté la double orientation du processus, d'une part dans le sens de la "flèche du temps", d'autre part à l'opposé de celle-ci. Après une étude minutieuse de l'ensemble des textes freudiens concernant la question, il est proposé une interprétation qui, dans le sens de la théorie de la séduction généralisée, articule l'avant-coup du message de l'autre et l'après-coup de la traduction de ce message par le sujet ». Dans un autre ouvrage, des « Notes sur l'après-coup » (1992) sont à mettre en relation avec les Problématiques VI du même auteur. En conclusion, Laplanche y donne une définition plus précise de ce qu'il entend apporter, par la théorie de la séduction généralisée et la catégorie du message énigmatique, au concept de Freud de la « Nachträglichkeit dans l'après-coup », traduit en anglais par afterwardsness: « le concept de Freud d'après-coup contient à la fois une grande richesse et une certaine ambiguïté, en ce qu'il combine une direction rétrogressive et une direction progressive. Je veux rendre raison de ce problème des directions différentes, vers l'avant et vers l'arrière, en argumentant que, dès le début, il y a quelque chose qui va dans la direction du passé vers le futur, de l'autre à l'individu en question, de l'adulte vers le bébé, que j'appelle l'implantation du message énigmatique. Ce message est alors retraduit, en suivant une direction temporelle tour à tour rétrogressive et progressive (en accord avec mon modèle de traduction-détraduction-retraduction) ».

#### Psychanalyse et philosophie
Contrairement à Lacan, qui, au dire de Laplanche, aurait négligé la théorie de la séduction, la théorie de la séduction généralisée renoue avec la première théorie de la séduction abandonnée par Freud en 1897 dans les débuts de la psychanalyse.
 
La traduction des messages énigmatiques compromis avec l'inconscient de l'autre (adulte : dans la sexualité infantile) élargit considérablement la notion d'après-coup à celle du message adressé par l'autre  -  alors que « l'après-coup  » lacanien comportait encore un sens interprétatif rétroactif de l'adresse  à  l'Autre, selon une conception de la « vérité » d'ailleurs assez influencée, à cette époque française de la psychanalyse, par l'idée de finitude, provenant de Heidegger.

La traduction du message énigmatique à l'adresse donnée « par l'autre » n'est jamais « finie ». D'où cette « pensée du temps » qu'est, selon son auteur et au croisement avec la philosophie, la théorie de la séduction généralisée: « La théorie de la séduction est une pensée du temps. C'est une pensée, permettez-moi ce néologisme, "traductive" du temps », écrit Laplanche dans L'après-coup.